# Julie Hamáčková
Julie Hamáčková (12. dubna 1892 Semily - 9. dubna 1968 Praha) byla zakladatelkou české hydrochemie. Působila na ČVUT v Praze a VŠCHT Praha, kde se stala první profesorkou v technických vědách a také první děkankou na technické vysoké škole.

## Přehled profesní dráhy
- 1918 Zapsána jako mimořádná posluchačka na Vysoké škole chemicko-technologického inženýrství ČVUT v Praze.
- 1920 vykonala první státní zkoušku.
- 1922 vykonala druhou státní zkoušku a působila jako výpomocná asistentka v laboratořích prof. Schulze.
- 1924 Jmenována asistentkou Ústavu technologie paliv a svítiv a technologie vody.
- 1925 Promována doktorem technických věd.
- 1926 Opustila vysokou školu a stala se vedoucí nově založené provozní laboratoře v čistírně odpadních vod v Praze Bubenči.
- 1928 Vrátila se na vysokou školu na původní místo. Věnovala se rozborům vod, uplatnila se jako vynikající analytička a posuzovatelka vod.
- 1940 Po uzavření vysokých škol nacisty nastoupila do hydrologického oddělení Státního zdravotního ústavu v Praze (SZÚ), kde vybudovala a vedla laboratoř pro výzkum povrchových a odpadních vod.
- 1946 Povolána jako externistka na své předválečné pracoviště na fakultu inženýrského stavitelství ČVUT v Praze.
- 1954 Ukončila pracovní poměr ve Státním zdravotním ústavu (SZÚ) a vrátila se na vysokou školu, nejprve působila na fakultě inženýrského stavitelství ČVUT a později na Fakultě technologie paliv a vody VŠCHT Praha.
- 1954 Jako vůbec první žena na vysokých školách technických byla jmenována profesorem chemie vody.
- 1955 Byla jí udělena vědecká hodnost doktora chemických věd a vyznamenání za vynikající práci.
- 1955–1956 Vykonávala funkci proděkana.
- 1957–1959 Vykonávala funkci děkana Fakulty technologie paliv a vody VŠCHT Praha.

Prof. Ing. Dr. Julie Hamáčková, DrSc.
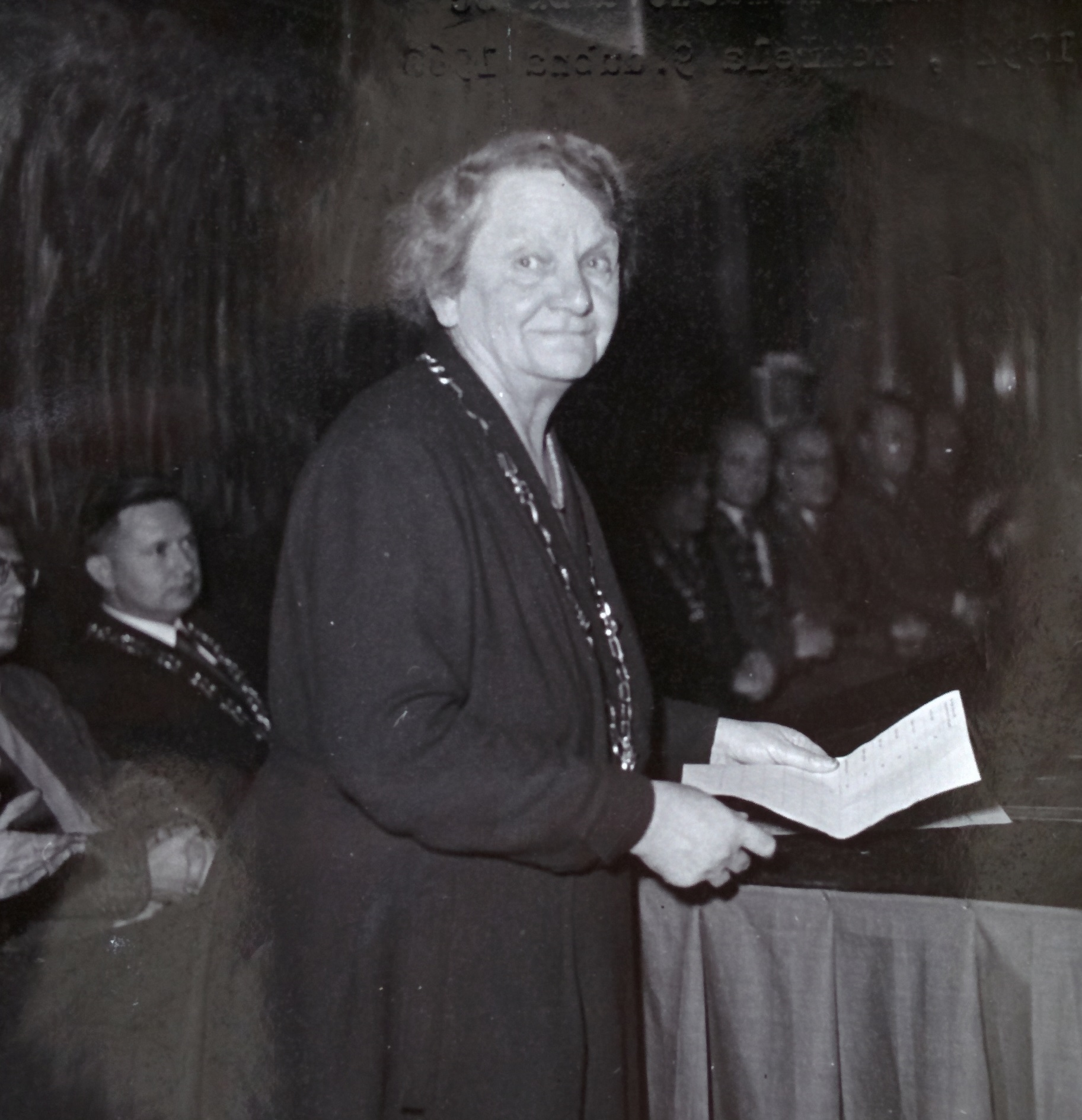
Prof. Ing. Dr. Julie Hamáčková, DrSc. jako děkanka
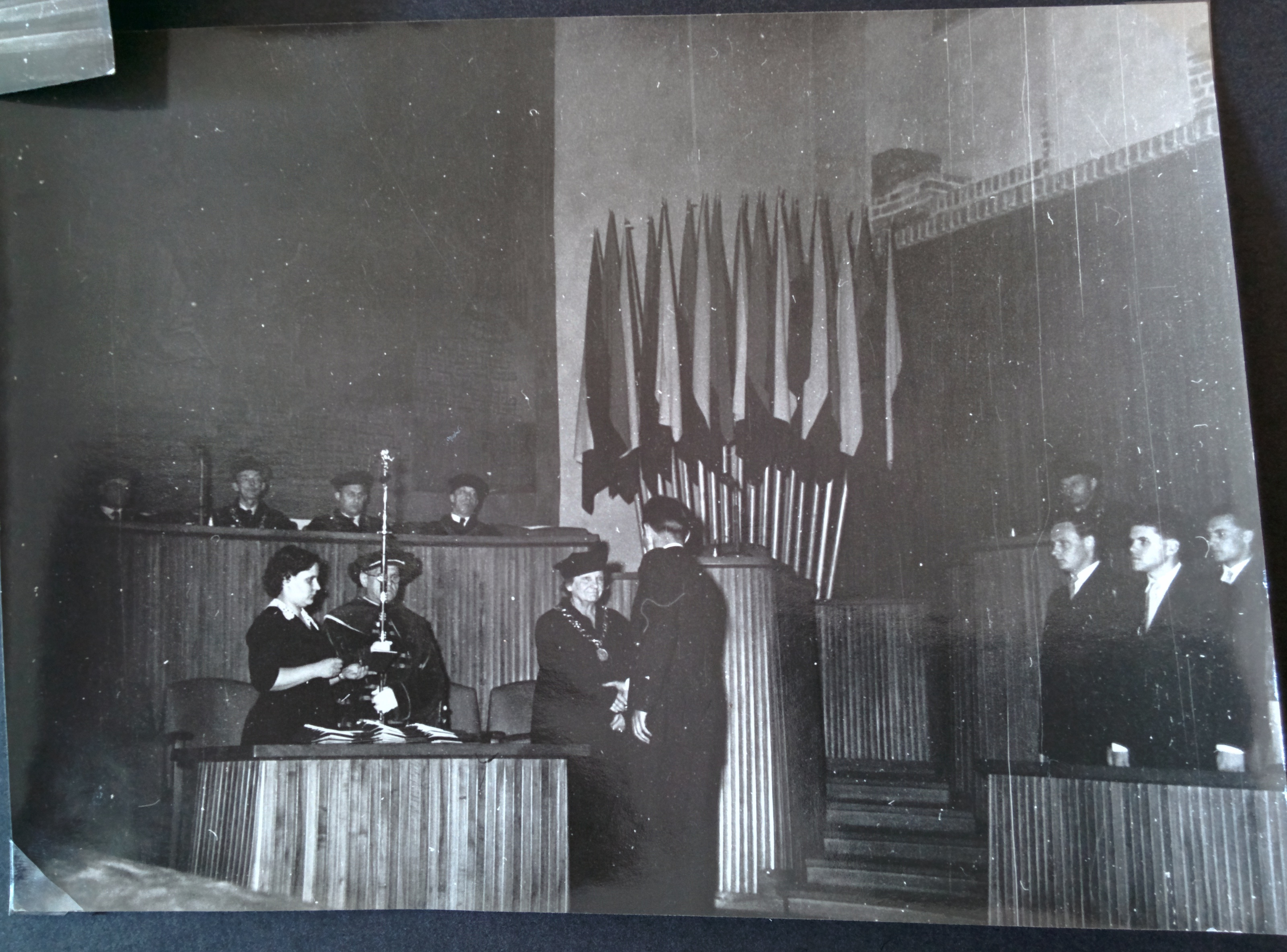
Prof. Ing. Dr. Julie Hamáčková, DrSc. jako děkanka při promocích
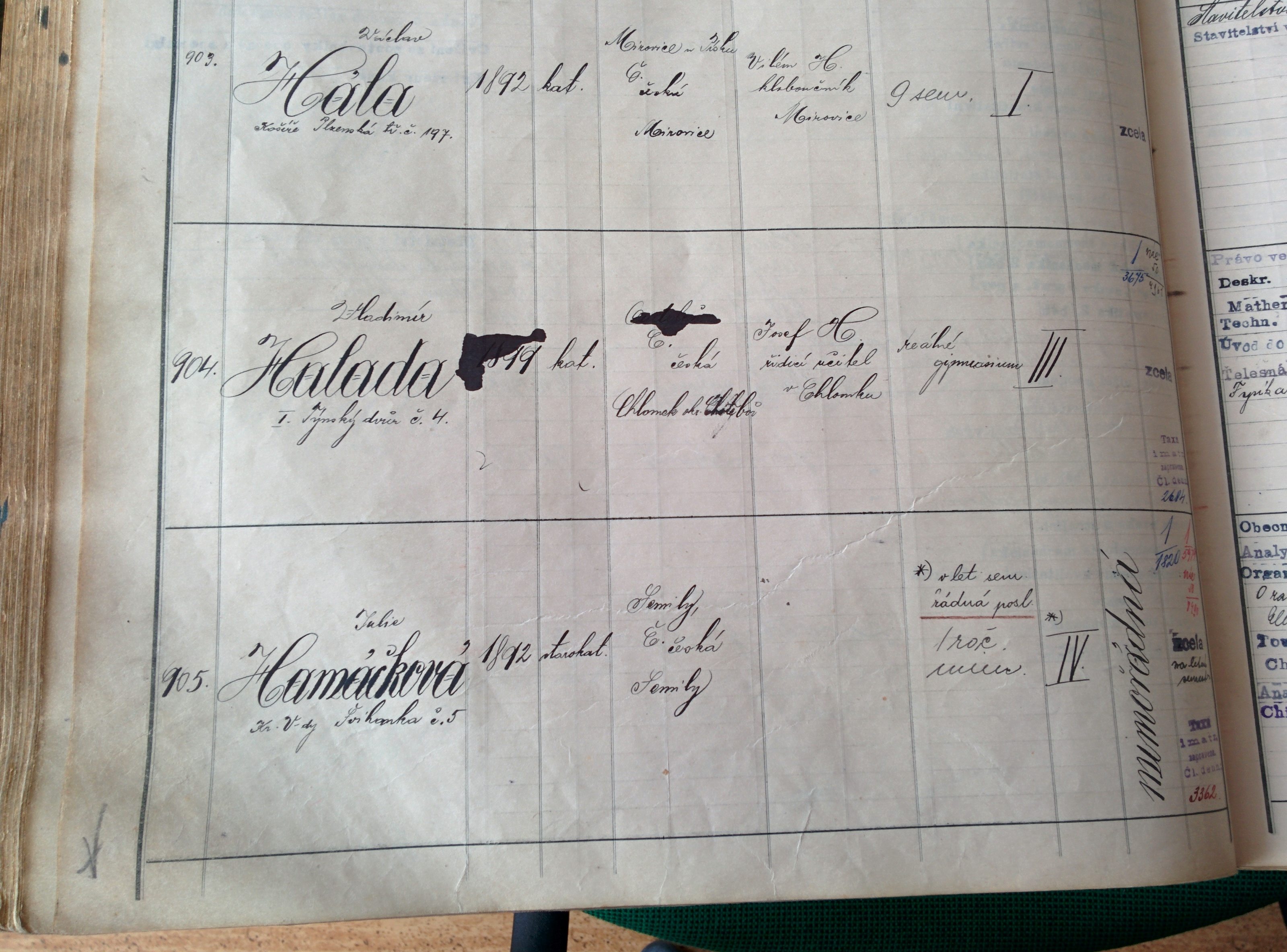
Mimořádná žákyně Julie Hamáčková
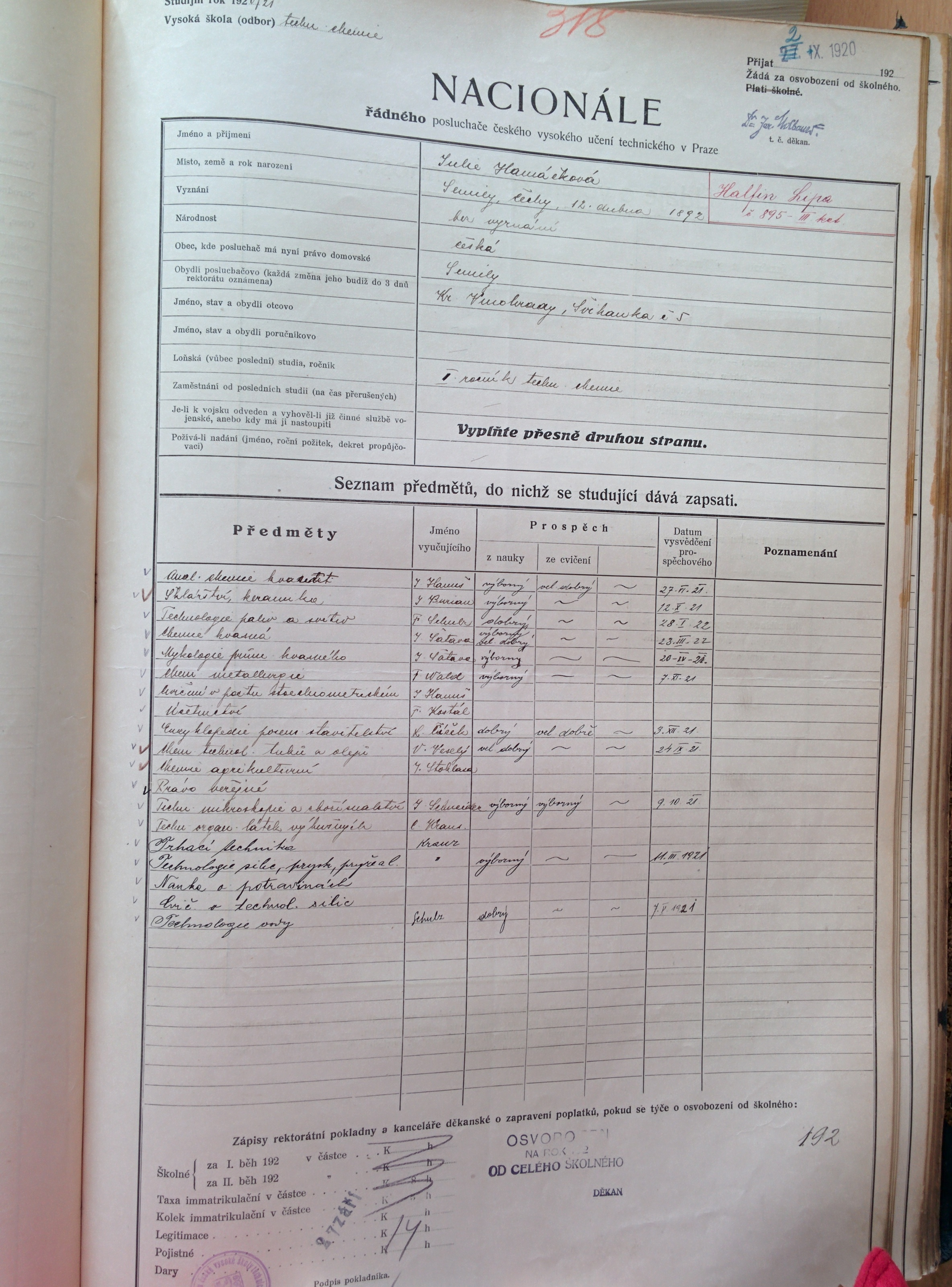
Doklady o studiu budoucí Prof. Ing. Dr. Julie Hamáčková, DrSc.
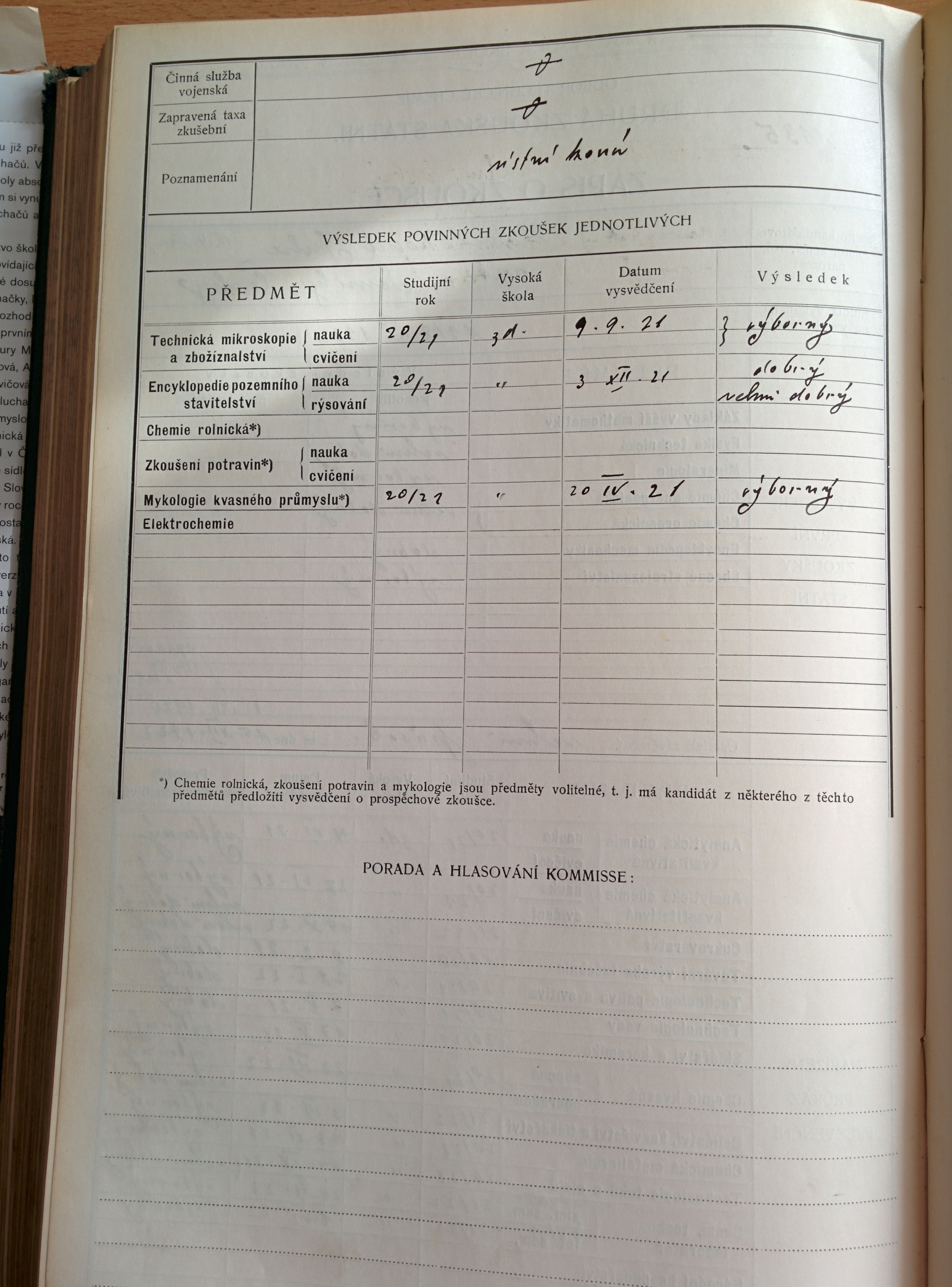
Výsledky povinných zkoušek tehdy ještě Ing. Julie Hamáčkové
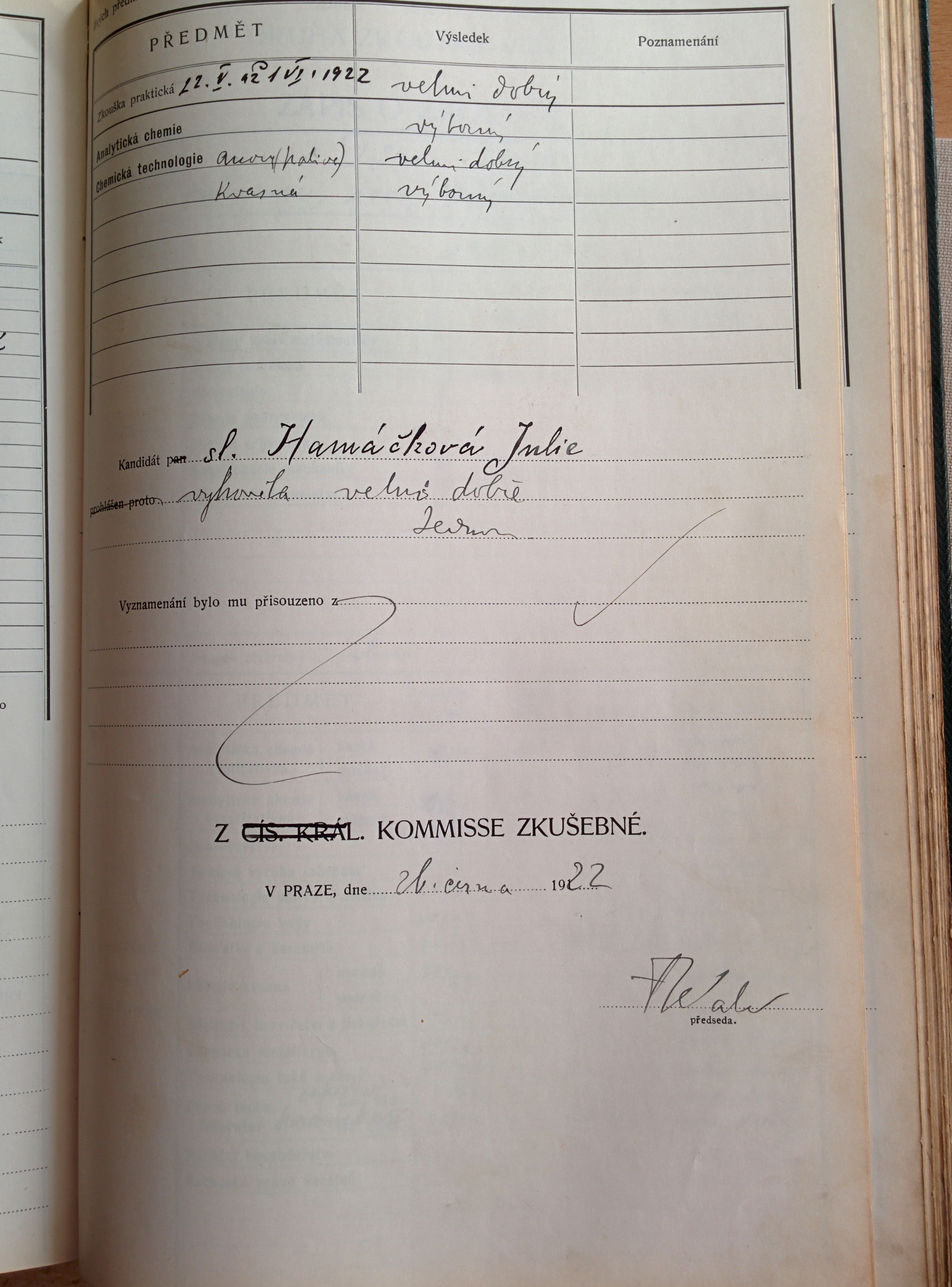
Výsledky povinných zkoušek tehdy ještě Ing. Julie Hamáčkové - druhá strana
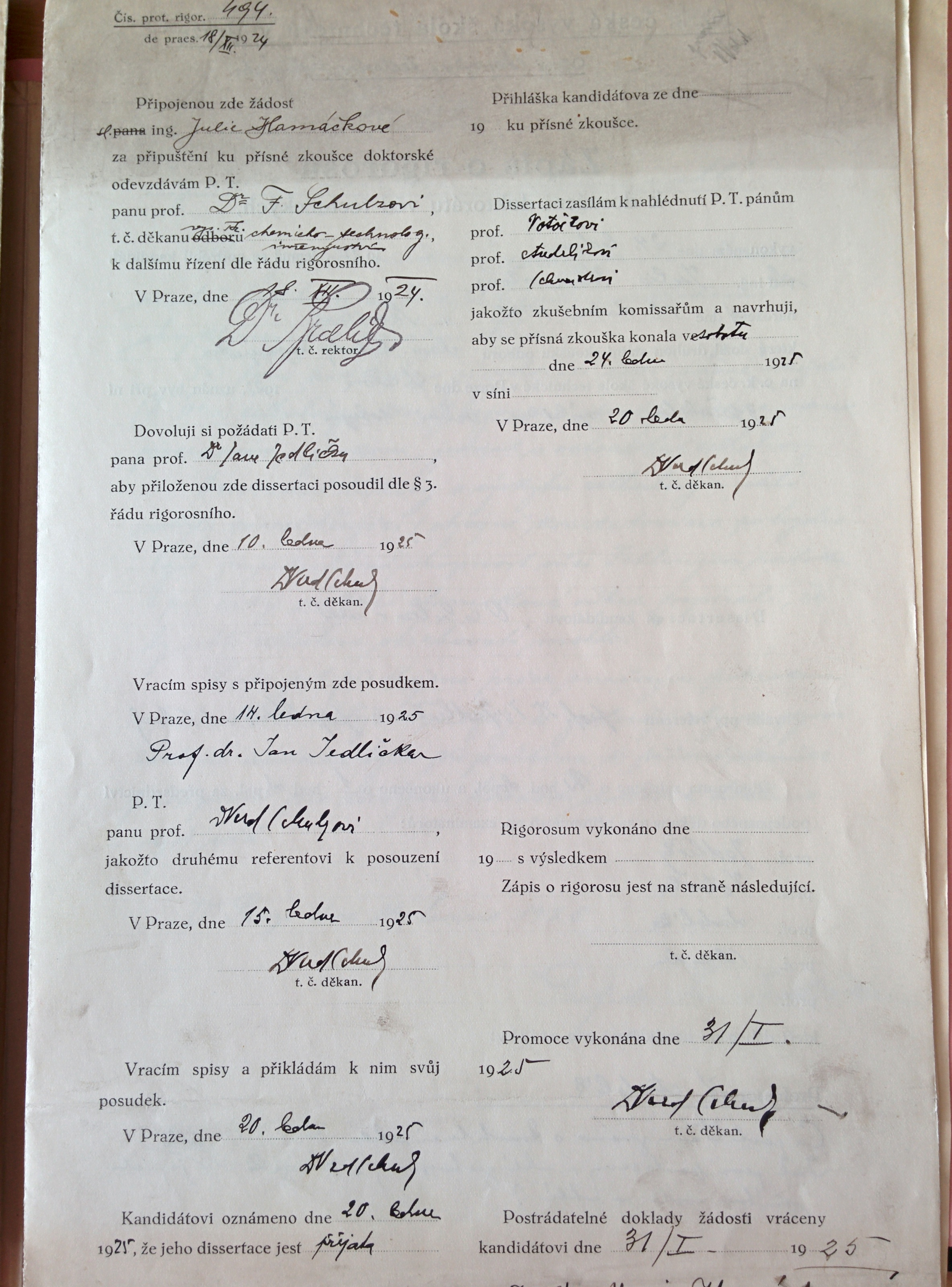
Žádost Ing. Julie Hamáčkové o připuštění k doktorské zkoušce
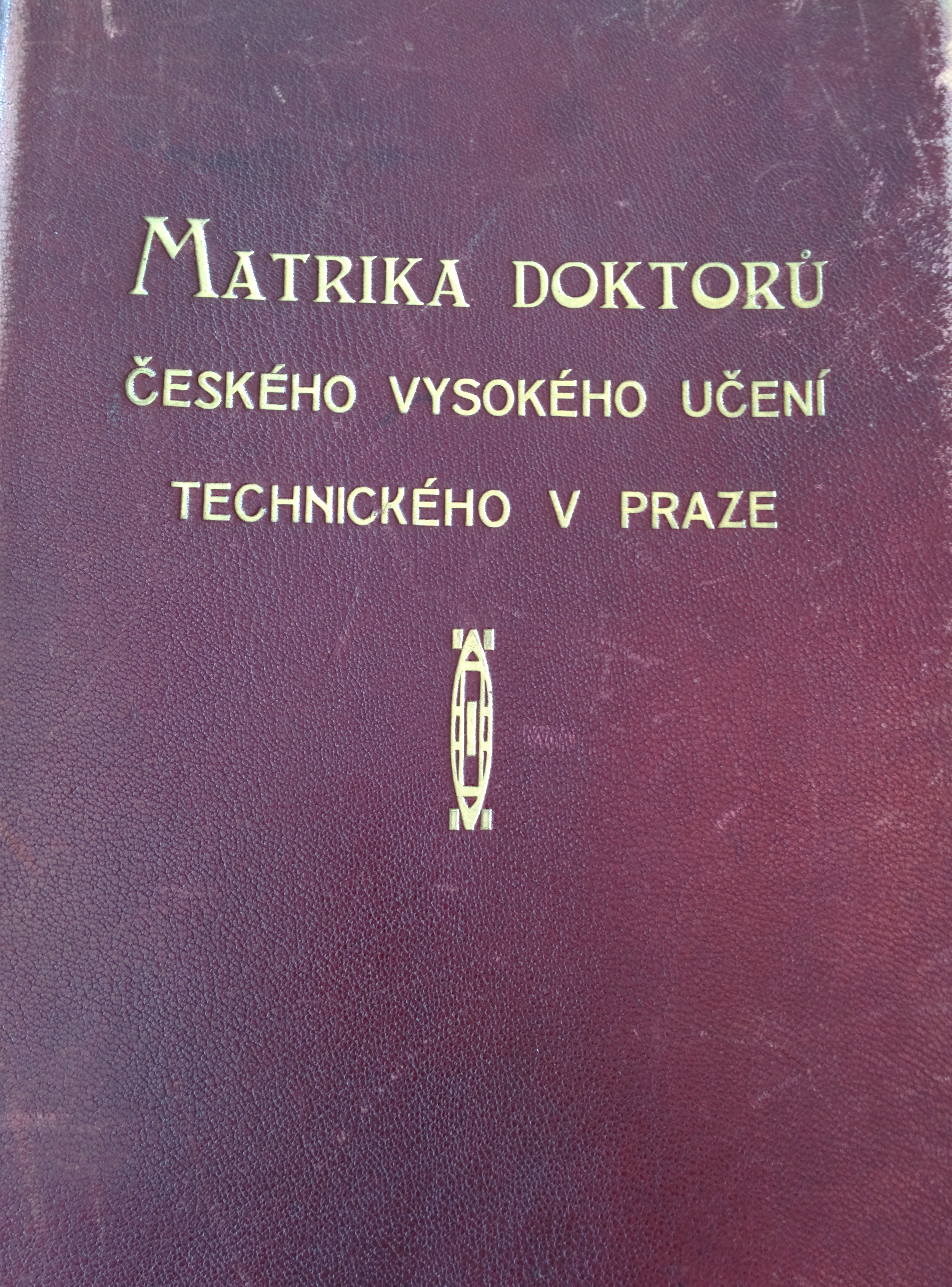
Matrika doktorů Českého vysokého učení technického v Praze
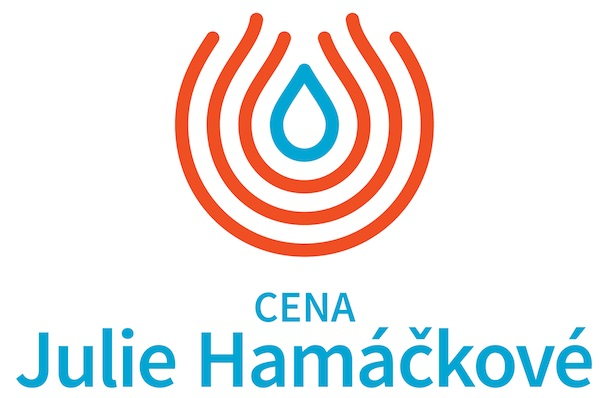
Cena Julie Hamáčkové (VŠCHT Praha)

## Osobní život
Nežila jen pro svůj obor, ale též plným kulturním životem, sledovala literaturu, její oblíbenou autorkou byla Božena Němcová, poslouchala hudbu.
Zemřela 9. dubna 1968.

## Cena Julie Hamáčkové
V roce 2015 byla v archivech VŠCHT Praha a ČVUT v Praze v rámci projektu 7.RP EU TRIGGER, vyhledána historie její životní dráhy a na její počest byla ustavena Cena Julie Hamáčkové. Tato cena je udělována ve třech kategoriích:
- A) ocenění akademických, výzkumných a dalších pracovnic za mimořádný přínos k rozvoji jejich oboru
- B) ocenění zaměstnanců či zaměstnankyň školy za jejich podporu a prosazování rovných příležitostí v pracovních vztazích, pedagogické a výzkumné činnosti
- C) ocenění studujících bakalářských, magisterských či doktorských programů, kteří zahrnují do obsahu svých výzkumných témat a prací analýzu na základě genderu a/nebo pohlaví.